# Viktor Gažík
Viktor Gažík est un joueur d'échecs slovaque né le 13 décembre 2001 à Handlová, grand maître international depuis 2022.
Au 1er février 2021, il est le deuxième joueur slovaque avec un classement Elo de 2 542 points.

## Biographie et carrière
Maître international depuis 2016 Viktor Gažík a remporté  le championnat d'Europe d'échecs de la jeunesse en 2010 dans la catégorie des moins de 10 ans et le championnat du monde d'échecs de la jeunesse en 2018 dans la catégorie des moins de 18 ans avec 8,5 points marqués en 11 parties.
Il a participé à  l'Olympiade d'échecs de 2018, marquant 6 points sur 9 au quatrième échiquier de l'équipe slovaque.